# Michel Bouchard
Pour les articles homonymes, voir Bouchard.
Ne pas confondre avec le dramaturge et scénariste québécois  Michel Marc Bouchard.
Michel Bouchard (20 juillet 1976 à Saint-Nazaire (Lac-Saint-Jean) au Québec - ) est un écrivain québécois.

## Biographie
Michel Bouchard est l'auteur de la série de livres Patatepilée (Patatepilée, Patatepilée et les Mâles Bouffons, Patatepilée gravit le mont Réfrigo et Où est Patatepilée). Serge Boivert Denevers y assure les dessins. Il est également l'auteur de la série de livres humoristiques Humour de... (Humour de Vampires, de Loups-Garous, de Zombies, de Pirates, d'Ovnis, de Famille, de Vedettes, de Robots), dont il signe les blagues et les histoires, tandis qu'Alex A (créateur de la série l'Agent Jean) s'occupe des illustrations. De plus, Michel Bouchard a signé une dizaine de livres de blagues sous licence pour la marque Trashpack.
Note: tous les livres publiés par Michel Bouchard ont été édités par Presses Aventure.
Depuis 2007, il est le rédacteur en chef du magazine Safarir et est enseignant à l'École nationale de l'humour.

## Œuvre
- 2010 : Patatepilée
- 2010 : Patatepilée et les Mâles Bouffons
- 2011 : Patatepilée gravit le mont Réfrigo
- 2011 : Où est Patatepilée ?
- 2011 : Humour de Vampires
- 2011 : Humour de Zombies
- 2011 : Humour de Loups-Garous
- 2011 : Humour de Pirates
- 2012 : Humour de Famille
- 2012 : Humour de Vedettes
- 2012 : Humour d'Ovnis
- 2013 : Humour de Robots
- 2014 : Livres de blagues Trashpack (1-2-3-4-5-6)
- 2015:  Livres de blagues Trashpack (7-8-9-10)

## Honneur
Finaliste pour Le Prix littéraire Jeunesse 2011 du Salon du livre du Saguenay–Lac-Saint-Jean